# Raak (frisdrankmerk)
Raak is een Nederlands  frisdrankmerk dat in 1957 werd geïntroduceerd door A. Bruinsma's Limonadefabriek te Amsterdam. Het groeide uit tot een bekende frisdrank in veel verschillende smaken. Sinds 1998 wordt het geproduceerd door United Soft Drinks te Utrecht.

## Ontstaan
Het oorspronkelijke bedrijfje werd op 10 april 1945 door Anton Bruinsma onder de naam A. Bruinsma's Limonadefabriek opgericht aan de Groen van Prinstererstraat 70 in Amsterdam. Bruinsma nam een firma over die al drie jaar had stilgelegen wegens een tekort aan grondstoffen gedurende de oorlogsjaren. Het pand had een totale oppervlakte van 50 m² en beschikte over een gebrekkige bedrijfsinstallatie. Een grote handicap voor de verdere ontwikkeling was tevens de krappe toewijzing van 36 kg suiker per maand tijdens het eerste bestaansjaar.
In december 1946 verhuisde de eenmanszaak naar een pand in de Marco Polostraat 285 in Amsterdam waarvan de oppervlakte 285 m² bedroeg. In deze nieuwe ruimte werden nieuwe machines opgesteld voor de productie van limonadesiropen, gazeuses en advocaat. 
Eind 1956 vond een verdere uitbreiding plaats en verhuisde het bedrijf A. Bruinsma's Advocaat- en Limonadefabriek naar de Johann Siegerstraat 6 op het toen nieuwe Amsterdamse industrieterrein Amstel. De ontwikkeling zette door, en dankzij de nieuwe behuizing en een geheel nieuw machinepark startte men hier met een productie van 3000 flessen advocaat (0,6 liter), 8000 flessen limonadesiroop (0,6 liter) en 15.000 flessen koolzuurhoudende dranken (0,3 liter) per dag; producten die niet enkel via de levensmiddelenhandel maar ook via de horeca hun weg naar de consument vonden. Bij de officiële opening van dit bedrijfspand op 25 november 1957 werd ook het limonadeflesje geïntroduceerd met de merknaam Raak, voorzien van een kleurig ingebrand rebusje: "raak = sinaasappel + flesje". Ook de vrachtwagens van het bedrijf werden voorzien van een draaiende fles met dezelfde kleurige beschildering op de cabine. De suikerbehoefte was eind 1957 inmiddels gestegen tot 80.000 kg per maand.
De voortdurende groei en de daaraan gekoppelde investeringen werden voor Anton Bruinsma met zijn eenmanszaak te veel. Om verdere groei en de vele nieuwe plannen te realiseren was veel geld nodig. Aan de verkoop van het bedrijf viel niet te ontkomen.

## De doorbraak
In Koog aan de Zaan was familiebedrijf N.V. Cacaofabriek De Zaan, van de familie Huysman. Toen een volgende generatie de leiding daar overnam, wilde deze niet enkel voortgaan op de gevestigde productie van cacaoboter. Directeur W. Huysman kocht de onderneming in 1962 en vormde deze om tot een naamloze vennootschap: N.V. Drankenindustrie Raak.
Aangezien de limonadefabriek opnieuw uit haar jasje was gegroeid, volgde een verhuizing naar de Hoogstraat in Koog aan de Zaan. Aldaar beschikte de moedervennootschap over een leegstaand fabriekspand, waarin voorheen de koekfabriek van Van Delft was gehuisvest. Na de nodige verbouwingen kwam een grote uitbreiding tot stand. Als eerste in Nederland introduceerde men daar in 1963 de frisdrank in literflessen. Tevens betekende de productie van limonades voor Albert Heijn onder private label een substantiële vergroting van de afzet.
N.V. Cacaofabriek De Zaan werd, op haar beurt, in 1964 overgenomen door de multinational W.R. Grace & Co. uit New York, die in die jaren in Europa de heerschappij wilde hebben over de cacao- en chocoladeverwerkende industrie. Zij waren inmiddels ook al eigenaar van Van Houten in Weesp. Tot verrassing van de Amerikanen zat aan Cacao De Zaan ook een limonadefabriek vast. Na veel onderzoek werd uiteindelijk ook de limonadefabriek een rechtstreekse dochter van W.R. Grace & Co.
Door het succes van de literflessen en de aanhoudende expansie verplaatste het bedrijf zich in 1969 naar een gloednieuw pand aan de Reactorweg te Utrecht, op het industrieterrein Lage Weide. De productie bedroeg inmiddels 100 miljoen liter per jaar. Precies één jaar later, op 29 mei 1970, werd een derde high-speed bottellijn in gebruik genomen met een capaciteit van 30.000 literflessen per uur, waarmee de totale capaciteit op 80.000 literflessen per uur en 200 miljoen liter per jaar werd gebracht. Er werkten toen 450 mensen.

## De moeilijke jaren
De groeiende frisdrankenmarkt had al de nodige slachtoffers gemaakt in Nederland. Vele merken en merkjes waren niet zo gelukkig om in de groeiende financieringsbehoefte te kunnen voorzien en legden het loodje. De sterken die overbleven, kochten, evenals Raak, steeds grotere en snellere bottellijnen. Het gevolg was dat in Nederland meer limonade geproduceerd dan geconsumeerd kon worden. Maar ook de overheid had de frisdrankenindustrie ontdekt als melkkoe: er werd een frisdrankaccijns ingevoerd. Eerst voorzichtig in januari 1972 met 8,5 guldencent per liter, maar dat ging alras omhoog naar uiteindelijk ruim 27 cent per liter. Dit alles had een zware sanering van de frisdrankenindustrie tot gevolg. Ook bij Raak had het probleem van de overcapaciteit uiteindelijk grote consequenties. Er vonden de nodige reorganisaties plaats en het aantal medewerkers daalde sterk.

## United Soft Drinks
W.R. Grace & Co. verkocht de N.V. Snack- en Drankenindustrie Raak in 1977 aan het Britse Golden-Wonder, in Nederland aanwezig met een chipsfabriek die werd geleid door Onno Holtrust. In 1997 namen Onno Holtrust en zijn broer Robert Holtrust het eigendom over van Golden-Wonder, en hernoemden de vennootschap in 1998 tot United Soft Drinks. De focus werd verlegd naar andere producten, zoals het mineraalwater Bar-le-Duc en de sportdrank AA Drink, wel zijn er nog Raak gazeuse varianten verkrijgbaar. Andere producten uit de Raak-lijn zijn Raak Kindercola en London Tonic.
Ook wordt er nog limonadesiroop geproduceerd onder de merknaam Raak.

## Trivia
De zoon van oprichter Anton Bruinsma was de drugsbaron Klaas Bruinsma.